# Pembroke Village

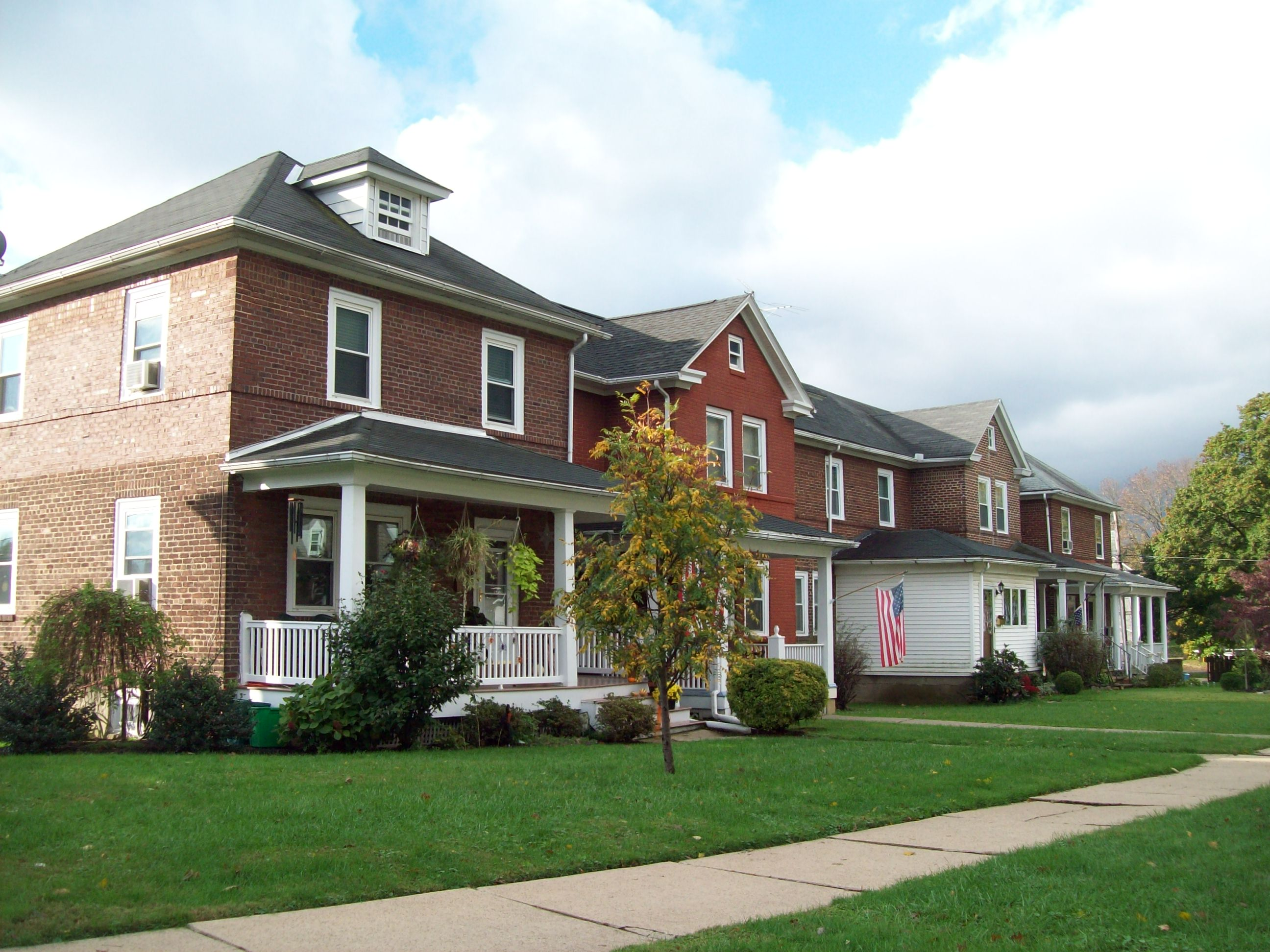
Comunidad de Pembroke en Bethlehem, Pensilvania

Pembroke es una comunidad de vivienda pública ubicada en el noreste de Bethlehem, Pensilvania. El área fue listada como un distrito histórico nacional en el Registro Nacional de Lugares Históricos en 1988.

## Historia
Originalmente construido en 1941, el proyecto de Pembroke contenía 202 unidades de vivienda pública para residentes de bajos ingresos y era el primer tal proyecto de la ciudad. Para los inicios de la década de 1950, la Autoridad de Vivienda de Bethlehem ya había comprado terrenos adicionales y colindantes, incluida una granja de 350 mil metros cuadrados. El propósito era construir más viviendas asequibles en el área. Entre 1952 y 1962, la Autoridad de Vivienda construyó 570 unidades que incluyeron Marvine Village (400 unidades), Fairmount Homes (120) y Pfeifle Homes (50). Estas tres urbanizaciones añadidas a Pembroke crearon una comunidad grande colectivamente conocida como los Northeast Developments.
A lo largo de los años, los edificios han sido sometidos a renovaciones de millones de dólares.